# Ferruccio Valeriani
Ferruccio Valeriani (Reggio Emilia, 27 giugno 1909 – ...) è stato un calciatore italiano, di ruolo attaccante.

## Carriera
Gioca due stagioni con la Reggiana nei campionati di Divisione Nazionale 1927-1928 e 1928-1929, totalizzando 11 presenze. Dopo la nascita della Serie B, disputa altre 16 partite nel campionato 1929-1930.